# Mykola Kovalchuk
Mykola Kovalchuk (en ucraniano:Ковальчук Микола Миколайович; nacido el 17 de abril de 1984 en Iwano-Frankiwsk, Ucrania) es un jurista ucraniano, administrador de insolvencias y funcionario en el ámbito del boxeo profesional. Es fundador y presidente de la oficina oficial de representación del Consejo Mundial de Boxeo en Ucrania (WBC, por sus siglas en inglés). Además, se dedica a la labor social como director ejecutivo de la organización benéfica "WBC Cares Ukraine".

## Carrera
Desde 2021, Mykola Kovalchuk ocupa el cargo de presidente del  Consejo Mundial de Boxeo Ucrania  (WBC), una de las federaciones más influyentes del mundo con presencia en 178 países. En su rol, ha trabajado para fortalecer la estructura del boxeo en Ucrania y promover el deporte a nivel internacional. Al mismo tiempo, Kovalchuk se ha involucrado activamente en el sector social, como director ejecutivo de la organización benéfica WBC Cares Ucrania, que se dedica a apoyar a grupos sociales desfavorecidos en el país.
Además de su trabajo en el boxeo, Kovalchuk es miembro del consejo de supervisión de la Liga Nacional de Boxeo Profesional de Ucrania. Ha estado involucrado en diversas iniciativas, entre ellas, en la organización del Cumbre por la Paz 2024 en Suiza, un evento que se realizó en colaboración con el oficio del presidente de Ucrania y el Ministerio de Juventud y Deportes de Ucrania.